# Daniel Tammet
Daniel Paul Tammet (Londra, 31 gennaio 1979) è uno scrittore britannico con un grande talento per la matematica e l'apprendimento delle lingue.
Primo di nove figli (cinque sorelle: Claire, Maria, Natasha, Anna, Shelley e tre fratelli: Lee, Steven e Paul), è nato da genitori londinesi appartenenti alla classe media. Nella sua autobiografia, Nato in un giorno azzurro, (tit. or.: Born on a Blue Day), racconta di quanto l'essere affetto da epilessia, sinestesia in aggiunta alla sindrome di Asperger abbia avuto un profondo impatto sulla propria infanzia.

## Biografia

### Sinestesia
La percezione dei numeri come colori o sensazioni è una forma ben documentata di sinestesia, sebbene il livello di dettaglio e la specificità dell'immagine mentale dei numeri da parte di Tammet sia realmente inconsueta. Nella sua mente, egli riferisce, ciascun intero fino a 10.000 ha una sua unica forma, colore, struttura e sensazione tattile. Egli può "vedere" in modo intuitivo i risultati dei calcoli come se fossero dei paesaggi sinestetici, senza dover fare alcuno sforzo mentale consapevole; inoltre può "avvertire" se un numero è primo o composto. Ha descritto la sua immagine visiva del 289 come particolarmente brutta, mentre il 333 sarebbe assai attraente e il Pi greco bello. I numeri 23, 667 e 1179 hanno un'immagine particolarmente grande, mentre il 6 non avrebbe un'immagine distinta. Tammet non si è limitato a descrivere verbalmente tali visioni, ma ha anche creato un lavoro artistico: una rappresentazione all'acquerello del Pi greco.
Tammet è stato protagonista di un documentario nel Regno Unito, dal titolo The Boy With The Incredible Brain, inizialmente trasmesso dal canale televisivo britannico Channel Five il 23 maggio 2005. Il documentario mostrava i momenti salienti della recita della sequenza del Pi greco, dello studio in una settimana dell'islandese (lingua che è considerata oltremodo difficile) e del suo incontro con Kim Peek, un altro famoso "genio". In un momento dello show, Peek abbraccia Tammet e gli dice, "Un giorno sarai grande quanto lo sono io", cui segue la replica di Tammet che dice "si tratta di un complimento bellissimo, di un grande obiettivo da raggiungere".

### Pi greco
Tammet detiene il record europeo di recitazione delle cifre decimali del Pi greco, avendone declamate 22.514 in poco più di cinque ore.  La sfida era sponsorizzata da un'organizzazione benefica a favore della National Society for Epilepsy (NSE), ed avvenne nel  “Giorno del Pi greco”, il 14 marzo 2004 presso il Museo di Storia delle Scienze di Oxford, Regno Unito. La NSE era stata scelta come beneficiaria dell'evento proprio per l'esperienza di Tammet da bambino con l'epilessia. Il professor Allan Snyder dell'Università Nazionale Australiana ha detto di Tammet: "... gli autistici particolarmente dotati non riescono di norma a spiegarci come fanno a fare quel che fanno. Viene e basta. Daniel può spiegare di più, dal momento che descrive ciò che egli vede nella sua testa. Ecco perché è stimolante. Può essere la "Stele di Rosetta".

### Capacità linguistiche

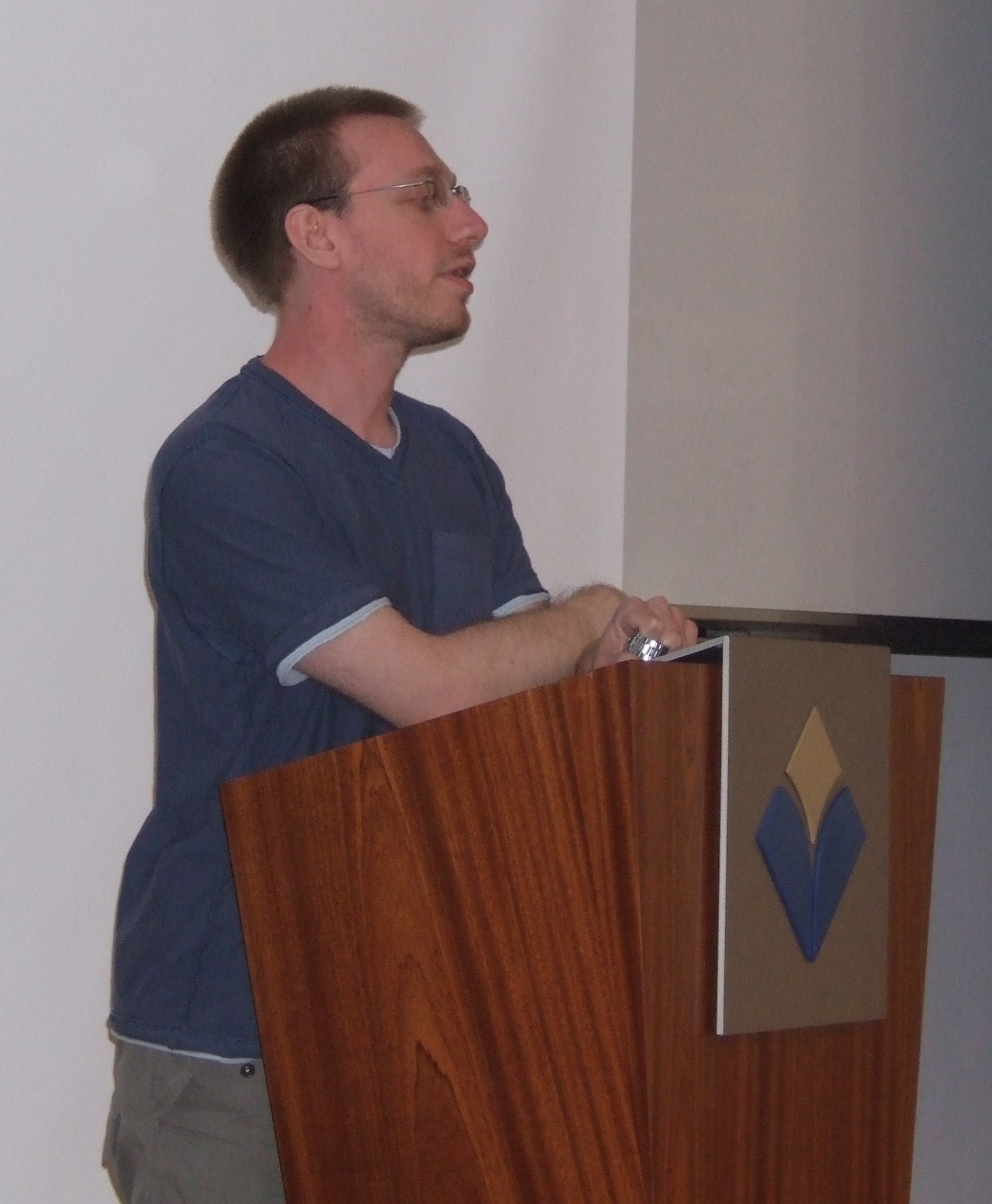
Daniel Tammet parla all'Università di Reykjavík

Tammet parla undici lingue: l'inglese, il francese, il finlandese, il tedesco, lo spagnolo, il lituano, il rumeno, l'estone, l'islandese, il gallese e l'esperanto.
Apprezza particolarmente l'estone, dal momento che è una lingua ricca di vocali. Tammet sta costruendo una nuova lingua artificiale chiamata Mänti. Il Mänti ha diverse caratteristiche correlate con il finnico e l'estone, dal momento che ambedue sono lingue ugrofinniche. Alcune fonti segnalano che Tammet abbia creato le lingue uusisuom e lapsi.
Tammet riesce ad imparare nuove lingue con una grande rapidità. Per dimostrarlo nel corso di un documentario per l'emittente "Channel Five", a Tammet è stato chiesto di imparare l'islandese in una settimana. Sette giorni più tardi, è comparso sulla televisione dell'Islanda, conversando in islandese, con il suo insegnante di lingua che, sbalordito, continuava a dire che non era "umano" e che si trattava di un "genio". Alcune parti dell'intervista che mostra Tammet che risponde alle domande in islandese sono state trasmesse in televisione nell'edizione del 28 gennaio 2007 dello show televisivo americano 60 Minutes.

### Nato in un giorno azzurro
Nel 2006 Tammet si è recato negli Stati Uniti per promuovere la sua autobiografia, Born on a Blue Day: Inside the Extraordinary Mind of an Autistic Savant. Durante la sua permanenza negli Stati Uniti è apparso diverse volte negli speciali e nei talk show radio-televisivi, tra cui 60 Minutes e il David Letterman Show. Nel 2008 il libro è stato tradotto da Annalisa Crea per l’editore Rizzoli.

### Vita privata
Tammet ha avuto una relazione con Neil Mitchell, che è un tecnico software, per circa sei anni. Vivevano insieme nel Kent, dove gestivano l'azienda di apprendimento online Optimnem, all'interno della quale realizzavano e pubblicavano corsi di lingue. Tammet ha parlato pubblicamente della sua relazione con Mitchell, delle sue abilità di "genio" e del suo orientamento sessuale.
Dal 2007 vive ad Avignone e a Parigi con un nuovo compagno, il fotografo francese Jérôme Tabet.

## Libri
- Nato in un giorno azzurro: il mistero della mente di un genio dei numeri, (2008), Rizzoli, ISBN 978-88-17-02009-1 (autobiografia)
- Embracing the Wide Sky (2009)
- La poesia dei numeri. Come la matematica mi illumina la vita, (2014), Zanichelli, ISBN 978-88-08-25485-6